# 新田村 (南雄市)
新田村，位于中国广东省韶关市南雄市乌迳镇，为韶关市南雄市的一个市、县级文物保护单位，类型为古建筑，公布时间为2006年6月12日。
新田村的历史年代为西晋至清。